# 瀬戸デジタルタワー
瀬戸デジタルタワー（せとデジタルタワー）は愛知県瀬戸市にある、名古屋地区の地上デジタルテレビ放送を専門に送信する集約電波塔である。送信所名は瀬戸デジタルテレビ放送所。高さ245.0 m。

## 歴史
名古屋地区においての地上デジタル放送は、2003年（平成15年）12月1日に関東・近畿の両広域圏（広域放送）と共に日本国内の先行地域として開始される事が決定したが、放送開始に際し、各送信所では電波の周波数や変調方式の違いから、それまでのアナログ放送用の送信アンテナに加え、新たにデジタル放送用の送信アンテナを設置しなければならなかった。関東広域圏の東京タワー、近畿広域圏の生駒送信所ではそれまでのアナログ放送とほぼ同じ場所にデジタル用の送信アンテナ、或いは送信塔を設置して対応した（関東広域圏は2013年（平成25年）5月31日に「東京スカイツリー」へ移転）。
ところが、在名各局は老朽化による強度不足とスペース不足からアナログ放送送信所である名古屋テレビ塔及び東山タワーには新規にデジタル用の送信アンテナを設置する事ができず、アナログテレビとデジタルテレビは別の場所から送信する事になった。場所については検討段階でRADIO-i（2010年（平成22年）9月閉局）と同じ三国山からの送信も検討され、実際に三国山に地デジ実験局が設置されたものの、テレビ愛知などのエリア外への電波の到達（スピルオーバー）が問題となったため断念し、瀬戸市内の住宅地である現在地に決定した。

## 年表
- 2002年（平成14年）6月6日 - 起工式。
- 2003年（平成15年）
  - 8月23日 - 塔完成。
  - 10月20日 - 試験電波発射。
  - 11月30日 - 竣工式。
  - 12月1日 - 全局30 Wの小出力で本放送を開始。
  - 12月12日 - 名古屋テレビ塔と共にこの日から12月25日まで「12月より地上デジタル放送中」と書かれた懸垂幕を掲揚。
- 2004年（平成16年）
  - 8月3日 - この日から全局共フルパワー化に向け段階的に出力を増力。
  - 9月29日 - テレビ愛知がフルパワーとなる1 kWでの放送を開始。
  - 12月1日 - テレビ愛知を除く全局がフルパワーとなる3 kWでの放送を開始。

## 放送区域
NHK名古屋放送局（総合（3）・Eテレ（2））と広域民放4局（東海テレビ放送（1）・中京テレビ放送（4）・CBCテレビ（5）・名古屋テレビ放送（6））の放送エリアの目安は愛知・岐阜・三重の東海3県の各一部地域である。また、テレビ愛知（10）は愛知県の大半、岐阜県の羽島市及び羽島郡の木曽川沿岸、三重県の桑名市、三重郡朝日町、三重郡川越町の各一部地域が放送エリアの目安となっている。

## 施設
標高108 mの高台に位置する。電波塔の高さは245 mで、最上部に上・中・下3機の送信アンテナが設置されている。下段以外はいずれも共用である。
- 上段：NHK名古屋総合、NHK名古屋教育（Eテレ）
- 中段：CBCテレビ、THK東海テレビ放送、NBN名古屋テレビ放送、CTV中京テレビ放送
- 下段：TVAテレビ愛知

送信所の隣に瀬戸市デジタルリサーチパークセンターがある。スタジオ、マルチメディア電子会議室、インターネットコーナー（自由に利用できる）などがある。また、タワー上部に設置されたカメラ（自由に遠隔操作できる）の映像を見られるコーナーがあり、周辺の景色を楽しめる。地上デジタル放送の番組を流しているテレビがあるが、電波の届かないアンテナの真下であり受信できないため、ケーブルテレビを使用している。

## 地上デジタルテレビジョン放送送信設備
| リモコン キーID | 放送局名                              | コールサイン | 物理 チャンネル | 放送局識別番号 | 空中線 電力 | ERP   | 放送対象地域 | 放送区域 内世帯数 | 偏波面   |
| --------------- | ------------------------------------- | ------------ | --------------- | -------------- | ----------- | ----- | ------------ | ----------------- | -------- |
| 1               | THK 東海テレビ放送                    | JOFX-DTV     | 21ch            | 中京広域2      | 3kW         | 34kW  | 中京広域圏   | 約290万 世帯      | 水平偏波 |
| 2               | NHK 名古屋教育                        | JOCB-DTV     | 13ch            | 中京広域1      | 3kW         | 33kW  | 全国放送     | 約310万 世帯      | 水平偏波 |
| 3               | NHK 名古屋総合                        | JOCK-DTV     | 20ch            | 愛知0          | 3kW         | 33kW  | 愛知県       | 約310万 世帯      | 水平偏波 |
| 4               | CTV 中京テレビ放送                    | JOCH-DTV     | 19ch            | 中京広域5      | 3kW         | 34kW  | 中京広域圏   | 約290万 世帯      | 水平偏波 |
| 5               | CBCテレビ                             | JOGX-DTV     | 18ch            | 中京広域ー3    | 3kW         | 34kW  | 中京広域圏   | 約290万 世帯      | 水平偏波 |
| 6               | NBN 名古屋テレビ放送 愛称「メ～テレ」 | JOLX-DTV     | 22ch            | 中京広域4      | 3kW         | 34kW  | 中京広域圏   | 約290万 世帯      | 水平偏波 |
| 10              | TVA テレビ愛知                        | JOCI-DTV     | 23ch            | 愛知6          | 1kW         | 5.1kW | 愛知県       | 約230万 世帯      | 水平偏波 |

全局2003年（平成15年）12月1日から本放送を開始した。
NHKとテレビ愛知は、本タワー竣工後も名古屋市などの一部で地上デジタル放送が見づらい状態が続いていたが、それに対応すべく順次中継局を開設している。